# Irene Bell Bonong
Irene Bell Bonong (* 6. Januar 1995 in Monatélé) ist eine kamerunische Leichtathletin, die sich auf den Sprint spezialisiert hat.

## Sportliche Laufbahn
Erste internationale Erfahrungen sammelte Irene Bell Bonong bei den Commonwealth Games 2014 in Glasgow, bei denen sie im 100- und 200-Meter-Lauf jeweils in der ersten Runde ausschied. Anschließend schied sie auch bei den Afrikameisterschaften in Marrakesch mit 12,31 s im Vorlauf aus und belegte mit der kamerunischen 4-mal-400-Meter-Staffel in 3:43,59 min den fünften Platz. Im Jahr darauf erreichte sie bei den Afrikaspielen in Brazzaville in 45,27 s den sechsten Rang. 2018 nahm sie erneut an den Commonwealth Games im australischen Gold Coast teil, bei denen sie mit 24,56 s im Vorlauf ausschied. Zudem erreichte sie mit der kamerunischen 4-mal-100-Meter-Staffel in 45,24 s den sechsten Rang. Im August schied sie bei den Afrikameisterschaften in Asaba mit 12,17 s im 100-Meter-Lauf in der ersten Runde aus und erreichte auch über 200 Meter in 25,39 s nicht das Halbfinale. 2022 schied sie bei den Islamic Solidarity Games in Konya mit 24,37 s im Halbfinale über 200 Meter aus und belegte mit der Mixed-Staffel über 4-mal 400 Meter in 3:28,72 min den vierten Platz. Im Jahr darauf schied sie bei den Spielen der Frankophonie in Kinshasa mit 12,17 s im Semifinale über 100 Meter aus, siegte mit der 4-mal-100-Meter-Staffel in 44,78 s und sicherte sich mit der Frauenstaffel über 4-mal 400 Meter in 3:40,84 min die Silbermedaille hinter dem marokkanischen Team. 2024 schied sie bei den Afrikameisterschaften in Douala mit 24,75 s in der ersten Runde über 200 Meter aus und wurde mit der 4-mal-100-Meter-Staffel im Vorlauf disqualifiziert. Zudem belegte sie mit der 4-mal-400-Meter-Staffel in 3:43,75 min den fünften Platz.
Bell Bonong absolvierte ein Studium an der Universität Yaoundé. 2021 wurde sie kamerunische Meisterin im 100- und 200-Meter-Lauf.

## Persönliche Bestzeiten
- 100 Meter: 11,82 s (+1,2 m/s), 18. März 2023 in Bafoussam
- 200 Meter: 23,87 s (−0,7 m/s), 29. Mai 2022 in Yaoundé
- 400 Meter: 57,22 s, 12. Februar 2022 in Yaoundé